# Erimena

Het okergele gebied duidt Urartu aan onder koning Erimena

Erimena was de twaalfde koning van Urartu en regeerde van 625 tot 605 v.Chr. Hij volgde zijn broer Sardur IV op. Zijn vader was waarschijnlijk koning Sardur III. Erimena hield, volgens een Babylonische kroniek, een expeditie in de bergachtige regio Bit Hanounia, onder het koningschap van Nabopolassar. Hij heeft ook heel wat aanvallen van de Babyloniërs moeten ondergaan.
Zijn zoon Rusa III volgde hem op.
Aramu · Sardur I · Ishpuinis · Menuas · Argishti I · Sardur II · Rusa I · Argishti II · Rusa II · Sardur III · Sardur IV · Erimena · Rusa III · Rusa IV